# Західно-Сибірське генерал-губернаторство
Західно-Сибірське генерал-губернаторство — військово-адміністративна одиниця Російської імперії у 1822-1882.

## Історія
Рішення про утворення генерал-губернаторства було прийнято 26 січня 1822 з ініціативи Михайла Сперанського, який запропонував розділити Сибірське генерал-губернаторство на західну і східну частини. Юридично це рішення було оформлено 22 липня того ж року.
Центром Західно-Сибірського генерал-губернаторства став Тобольськ, проте вже перший генерал-губернатор П.М. Капцевич віддав перевагу у 1824 розмістити свою резиденцію в Омську. Втім, інші установи залишилися у Тобольську, а після відходу Капцевича з посади у 1827 до Тобольська повернулася й резиденція генерал-губернатора.
25 листопада 1838 найвищим указом наказано було перенести Головне управління Західного Сибіру до Омська. Переїзд посадових осіб Головного управління Західного Сибіру і Присутніх місць до Омська відбувався з 20 по 29 травня 1839
18 травня 1882 замість Західно-Сибірського генерал-губернаторства засновано Степове генерал-губернаторство з центром також в Омську.

## Адміністративно-територіальний поділ
Відповідно до "Заснування для управлінь сибірських губерній" (рос. "Учреждение для управлений сибирских губерний"), до складу генерал-губернаторства увійшли Тобольська та Томська губернії. Крім цього, засновувалася Омська область у складі Омського, Петропавлівського, Семипалатинського й Усть-Каменогорськ округів.
8 квітня 1838 затверджено "Положення про окреме управління сибірськими киргизами" (рос. "Положение об отдельном управлении сибирскими киргизами"), за яким Омська область була скасована, але в складі Тобольської губернії утворений Омський округ.
19 травня 1854 на місці Омського округу створена Область Сибірських Киргизів з центром в Омську, до складу якої увійшли Кокчетавський, Кушмурунський, Акмолінський, Баянаульський та Каркаралинський округи, а об'єднанням Усть-Каменогорського і Семипалатинського округів створена Семипалатинська область.
21 жовтня 1868 згідно "Тимчасового положення з управління у степових областях Оренбурга та Західно-Сибірському генерал-губернаторстві" (рос. "Временное положение по управлению в степных областях Оренбурга и Западно-Сибирском генерал-губернаторстве") Область Сибірських Киргизів перейменована на Акмолінську область.

## Військове управління
Військову структуру генерал-губернаторства представляв Окремий Сибірський корпус, сформований у 1820 у складі 23-ї піхотної дивізії та Сибірського лінійного козачого війська. Командиром корпусу був за посадою генерал-губернатор Західного Сибіру.
У 1864 корпус перейменований на Війська Західного Сибіру, які були розформовані 8 червня 1865 у зв'язку із створенням Західно-Сибірського військового округу. 25 травня 1882 одночасно зі скасуванням Західно-Сибірського генерал-губернаторства округ був перейменований на Омський військовий округ.